# Friedrich Nicolai
 (juin 2016).
Si vous disposez d'ouvrages ou d'articles de référence ou si vous connaissez des sites web de qualité traitant du thème abordé ici, merci de compléter l'article en donnant les références utiles à sa vérifiabilité et en les liant à la section « Notes et références ».
Friedrich Nicolai, né le 18 mars 1733 à Berlin où il est mort le 18 janvier 1811, est un éditeur et homme de lettres prussien.

## Biographie
Dernier fils du libraire Christoph Gottlieb Nicolai, Nicolai alla étudier le commerce à Francfort-sur-l'Oder de 1749 à 1751 et entra à dix-neuf ans dans la librairie de son père, où il succéda à son frère aîné Gottfried Wilhelm à la mort de celui-ci en 1759. Un petit écrit très impartial qu’il publia sur la querelle littéraire de Gottsched et Bodmer fut l’occasion de sa liaison avec Lessing et Mendelssohn avec lesquels il fonda la Bibliothek der schönen Wissenschaften und der freien Künste en 1757.
Commerçant actif et habile, il ne s’en jeta pas moins avec ardeur dans le mouvement littéraire du temps et collabora avec ses amis à la Bibliothek der Schönen Wissenschaften (Bibliothèque des belles-lettres ; Leipzig, 1757, t. I-IV) et aux Literaturbriefe (Lettres sur la littérature moderne ; Berlin, 1759-1766, 24. vol.).
Il fonda ensuite, avec un certain nombre d’écrivains célèbres, un organe plus influent encore : l’Allgemeine deutsche Bibliothek (Bibliothèque universelle allemande ; Berlin et Kiehl, 1765-1798, 68 vol. ; complém., 21 vol.).
Bien qu’il ait défendu personnellement les opinions littéraires philosophiques et religieuses les plus hardies, Nicolai n’en méconnut pas le génie des écrivains éminents de son siècle, Goethe, Schiller, Herder, Wieland, Kant, Garve, etc., et soutint contre eux une polémique passionnée qui fut préjudiciable à sa réputation et à son influence.
Nicolai, élu en 1781 membre de l’Académie de Munich, devint en 1799 membre de celle de Berlin. Nicolai était franc-maçon, membre de la loge berlinoise « Zu den drei Weltkugeln » (Aux trois Globes). En 1783, il est devenu membre des Illuminés de Bavière sous le nom de « Lucian ». On lui doit la fondation de plusieurs périodiques dont l’Allgemeine Deutsche Bibliothek en 1765. À sa mort, son gendre Parthey lui succéda.

## Œuvres

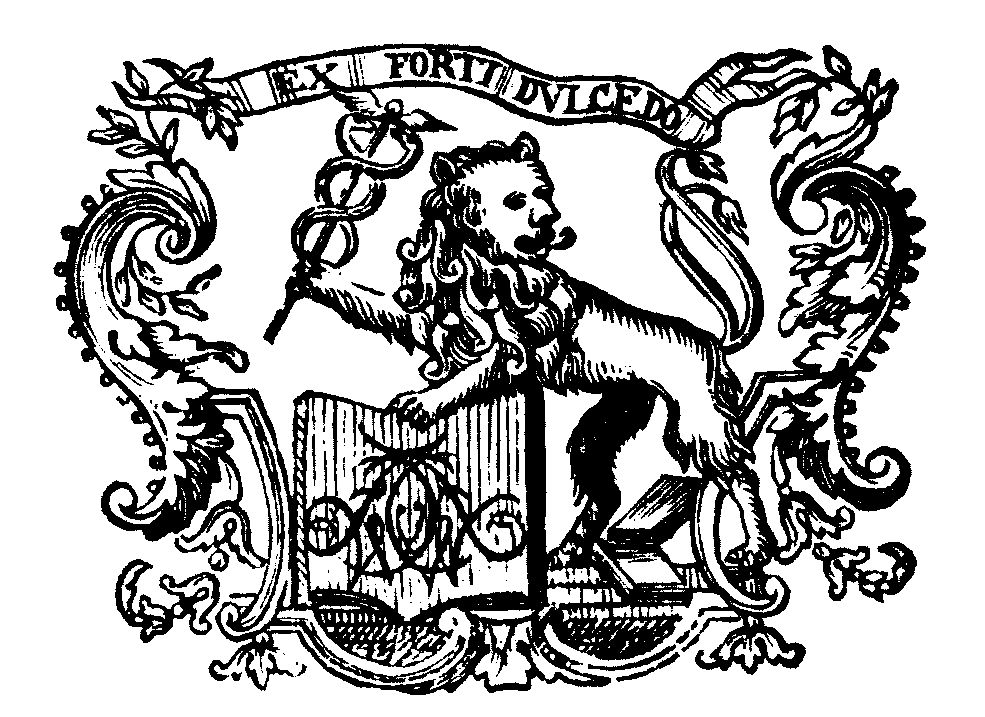
Marque d'imprimeur de Nicolai.

Ses écrits les plus originaux consistent en trois romans de philosophie humoristique et de polémique littéraire, morale et religieuse. Le premier, intitulé Das Leben und die Meinungen des Magisters Sebaldus Nothanker (la Vie et les idées du Magister S. N. ; Berlin, 1773, 1776, 3 vol. in-8° ; plus. fois réimpr.). Dirigé contre l’esprit de persécution et l’intolérance des croyants orthodoxes, contre l’exaltation religieuse et la sentimentalité en matière de poésie, il suscita une vive polémique et donna lieu à diverses imitations ou parodies. Il a été traduit en français (Londres, 1774, in-8°) et dans plusieurs autres langues européennes ; Geschichte eines dicken Mannes (Histoire d’un gros homme ; Berlin, 1791, 2 vol.) est une satire mordante contre les prétentions de la jeune école allemande à l’originalité et au génie. Sous le titre de Leben und Meinungen des Sempronius Gundibert, eines deutschen Philosophen (Vie et Opinions du philosophe allemand S. G. ; Berlin, 1798), Nicolai a mis en action une censure très vive du système de Kant et de son obscure phraséologie.
Parmi les autres ouvrages de critique artistique ou littéraire, de polémique philosophique et religieuse, d’impressions et d’opinions personnelles sur les faits, les hommes et les questions du temps, il faut mettre à part la Beschreibung einer Reise durch Deutschland und die Schweiz, (Relation d’un voyage fait en 1781 en Allemagne et en Suisse, avec des Observations sur la science, l’industrie, la religion et les mœurs ; Berlin, 1783-1796, 12 vol. in-8°), qui constitue un des ouvrages les plus importants pour la connaissance de l’état intellectuel, moral et politique de l’Allemagne à la fin du XVIIIe siècle.
Les œuvres de critique de Nicolai sont :

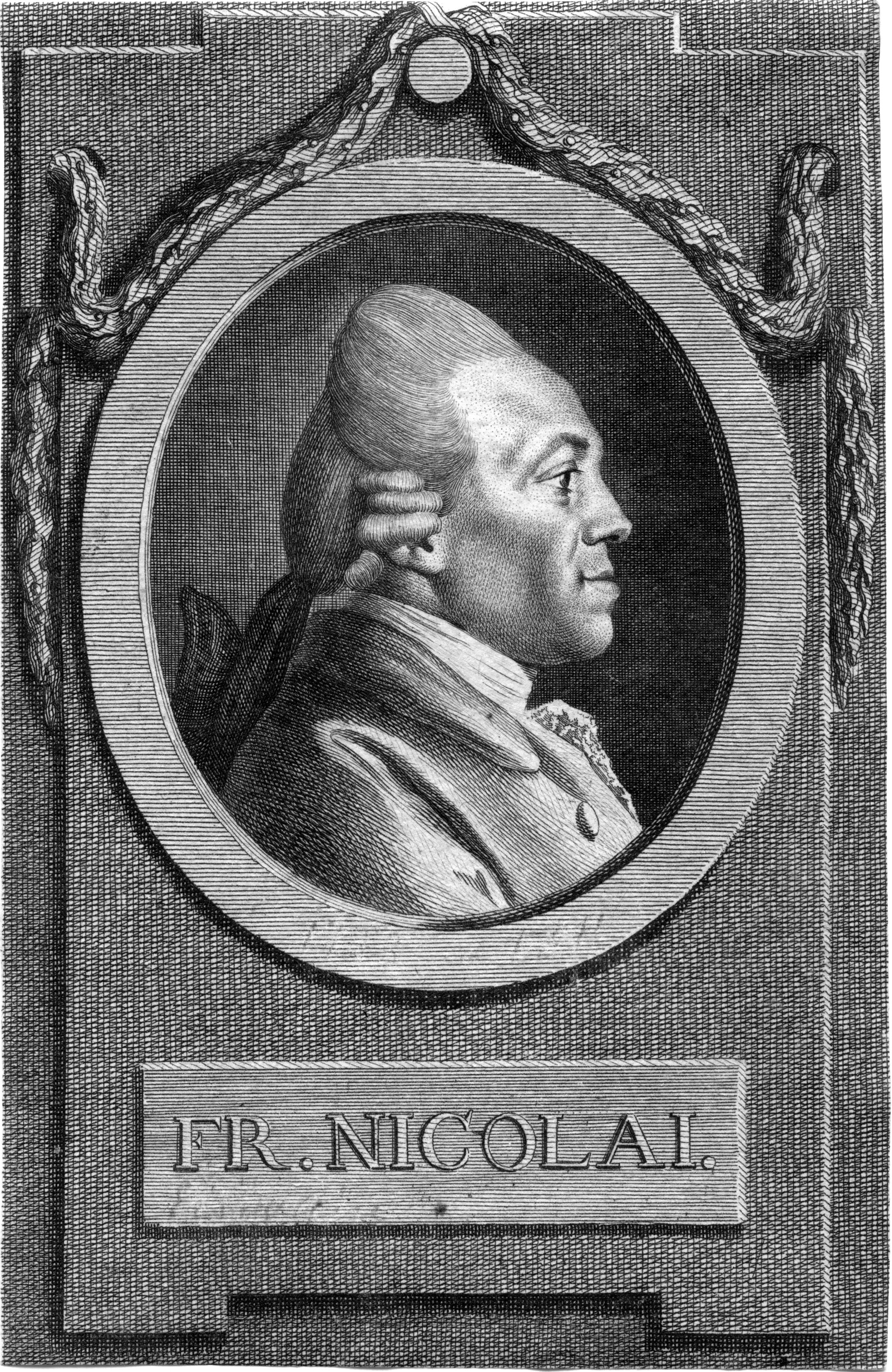

- Briefe über den itzigen Zustand der schönen Wissenschaften in Deutschland (Lettres sur l’état actuel des belles-lettres en Allemagne ; Ibid., 1755) ;
- Beschreibung der Städte Berlin und Potsdam, nebst dem Leben (Description de Berlin et de Potsdam, avec les biographies de tous les artistes qui ont vécu à Berlin depuis l’électeur Frédéric-Guillaume le Grand, Ibid., 1769. in-8° ;
- 1786, 3 vol. in-8°) ; les Joies du jeune Werther (Freuden des jungen Werther ; Ibid., 1775, in-8°), parodie des Souffrances du jeune Werther de Goethe ;
- Versuch über die Beschuldigungen welche dem Templeordergemacht worden, (Essai sur les accusations portées contre l’ordre des Templiers et ses mystères, Ibid., 1782, 2 vol.), polémique ironique dirigée contre les tentatives de réhabilitation de cet ordre par Hamann et Herder, traduit en français (Amsterdam, même année, in-12) à la suite de quoi Nicolai a appelé Herder « Baphomet » ;
- Nachrichten von den Künstlern welche vom dreyzehnten Jahrhunderte bis jetzt in und um Berlin sich aufgehalten haben (Notices sur les artistes qui ont vécu à Berlin ou aux environs depuis trois siècles, Ibid., 1786, in-8°) ;
- Öffentliche Erklärung über seine geheime Verbindung mit dem Illuminaten Orden (Déclaration publique sur la liaison secrète de Nicolai avec les Illuminés, Ibid., 1788, in-8°) ;
- Anekdoten von König Friedrich II. von Preussen und von einigen Personen die um ihn waren (Anecdotes sur le roi de Prusse Frédéric II et sur quelques personnes de son entourage, 1788-1792, 6 part. in-8°), ouvrage accusé d’être trop favorable au monarque prussien ;
- Über meine gelehrte Bildung, über meine Kenntniss der kritischen Philosophie (Mon éducation scientifique et ma connaissance de la philosophie critique, etc. Ibid., 1799, in-8°), en réponse aux reproches que lui avaient attirés ses attaques contre le système de Kant ;
- Philosophische Abhandlungen (Mémoires philosophiques, Ibid., 1808, 2 vol. in-8°), etc.